# Jatropha oblanceolata
Jatropha oblanceolata är en törelväxtart som beskrevs av Radcl.-sm.. Jatropha oblanceolata ingår i släktet Jatropha och familjen törelväxter. Inga underarter finns listade i Catalogue of Life.